# Filippo De Nobili
(Umberto Bosco, 1964)
Filippo de’ Nobili, soprannominato Don Pippo (Catanzaro, 23 settembre 1875 – Catanzaro, 7 febbraio 1962), fu un bibliotecario, poeta, scrittore e storico antifascista calabrese. Discepolo di Antonio Labriola, fu uno dei principali capi dei movimenti studenteschi di Roma negli anni novanta del XIX secolo. Fu conosciuto per la sua lotta contro il fascismo e per le sue qualità intellettuali che hanno formato una generazione di storici e scrittori del Sud Italia (tra cui Corrado Alvaro e Umberto Bosco).

## Biografia
Uno dei grandi esponenti della famiglia De Nobili di Catanzaro, era figlio di Carlo De Nobili (1845-1908), barone di Magliacane, e di Concetta Pugliese, nonché pro-nipote di Carlo De Nobili, primo sindaco di Catanzaro e Cavaliere di Malta.

### Giovinezza
Studiò all'Università di Roma, dove divenne discepolo del filosofo marxista Antonio Labriola, incontrò Giosuè Carducci e Francesco D'Ovidio. Fu uno dei 3 capi dei movimenti studenteschi dell'Università di Roma e venne espulso nel 1896 per aver capeggiato un'agitazione studentesca in favore dell'ex ministro Guido Baccelli e contro il nuovo ministro dell'Istruzione Pubblica Emanuele Gianturco, ma anche per aver fondato un movimento antimonarchico ispirato a Gesù Cristo.
Conseguì dunque la laurea in giurisprudenza a Messina e divenne avvocato.

### Il bibliotecario antimonarchico e antifascista
Dal 1908 fino al 1958 diresse la Biblioteca Comunale Filippo De Nobili, succedendo al padre. Conosciuto nel 1913 Corrado Alvaro, allora studente liceale a Catanzaro, gli riservò un angolo della biblioteca. Aderì all'Associazione italiana biblioteche dalla sua fondazione nel 1930 e compare nuovamente tra i soci nel dopoguerra.

Fu il fondatore, con Ernesto Peronaci, del giornale Battaglia.

Rimase famoso il suo rifiuto di una onorificenza della Corona d'Italia, nel 1934, quando rispose: «Le sarò gratissimo se, in cambio dell'onorificenza, che non ho mai desiderato e non desidero, Ella vorrà ottenere un congruo sussidio alla Biblioteca da me diretta».

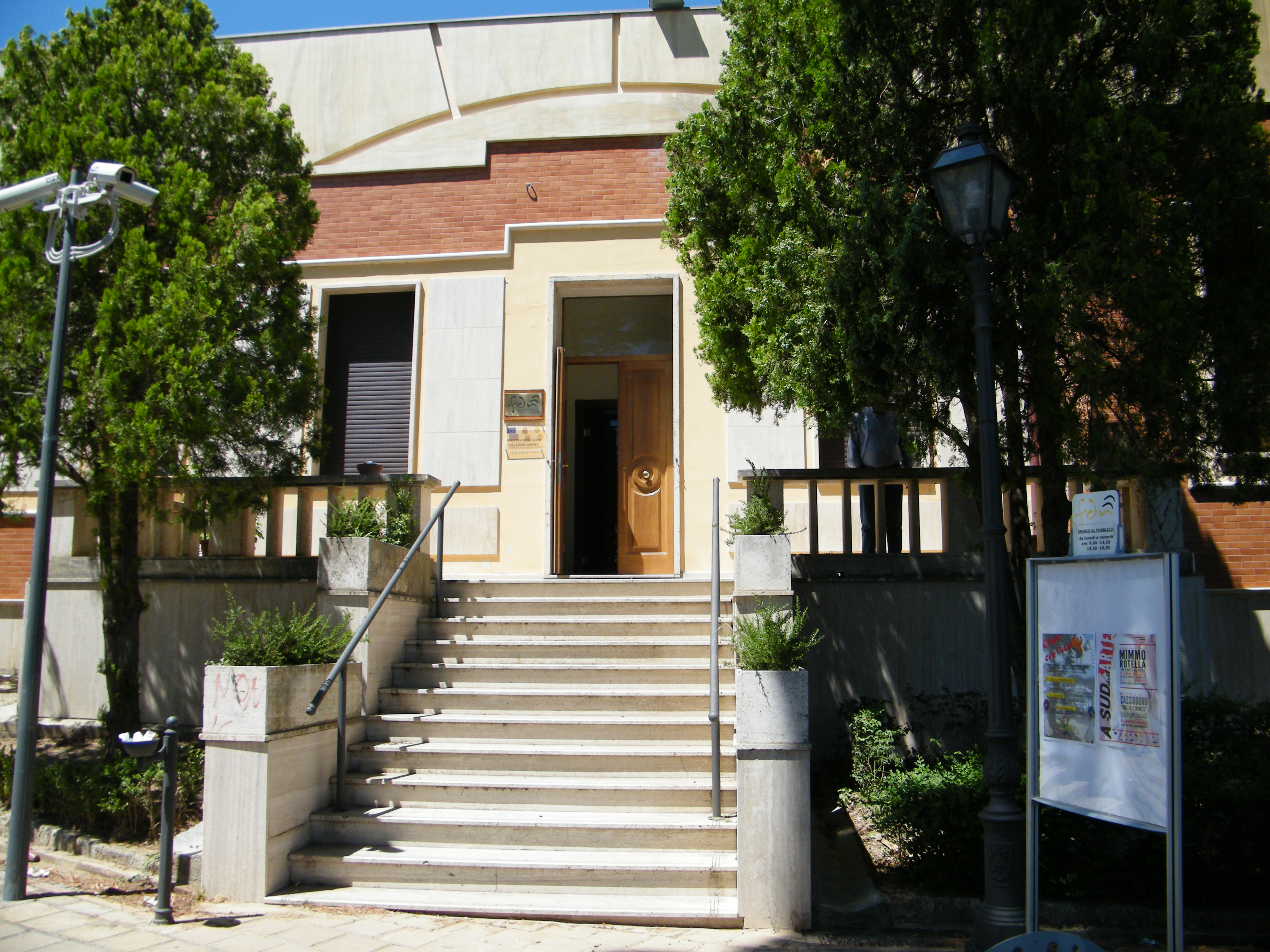
Biblioteca Comunale Filippo De Nobili.

Fervente antimonarchico prima e poi antifascista, scrisse per periodici di satira politica con lo pseudonimo di "Fideno", mentre il padre si firmava "Olrac". Beffeggio pubblicamente Benito Mussolini quando questi venne a Catanzaro, scimmiottando l'atteggiamento che il Duce aveva quando era alla finestra di Piazza Venezia. Filippo De Nobili visse nel Palazzo De Nobili di Magliacane a Catanzaro.
Tra gli amici di Filippo De Nobili, vi furono Piero Calamandrei (1889-1956), Umberto Bosco (1900-1987), Guido Puccio (1894-1980), Corrado Alvaro e Giuseppe Isnardi (1886-1965).

### Riconoscimenti
Nel 1959 venne insignito della medaglia d'oro dei benemeriti della cultura. Donò alla Biblioteca, che è stata poi intitolata al suo nome, i suoi libri e un vasto carteggio. Gli è stata intitolata anche una sala dell'Archivio di Stato di Catanzaro.
Il bibliotecario del romanzo Mastrangelina di Corrado Alvaro, pubblicato nel 1960, è riconoscibile come Filippo De Nobili.